# 阳光岛海滩 (佛罗里达州)
阳光岛海滩（英語：Sunny Isles Beach）是美国佛罗里达州迈阿密-戴德县东北部一座位于障壁岛上的城市，属于南佛罗里达迈阿密都会区的一部分。城市东临大西洋，西接沿海水道，总面积1.81平方英里，其中水域面积0.80平方英里。根据2020年美国人口普查数据，该市人口为22,342人，是纽约都会区以外美国人口最稠密的建制地区之一。阳光岛海滩地理位置优越，南距巴尔港仅数分钟车程，北面和西面与阿文图拉相邻，北接黄金海滩，南邻迈阿密-戴德县的霍洛弗公园。
1920年，私人投资者哈维·贝克·格雷夫斯（Harvey Baker Graves）购买了2.26平方英里的土地开发旅游度假区，将其命名为“阳光岛，美国之里维埃拉”（Sunny Isles, the America Riviera）。1925年霍洛弗大桥竣工后，该地区与迈阿密海滩连通，吸引开发商拓宽河道、挖掘运河，建造海景住宅。这片区域原属北迈阿密海滩的一部分，1931年更名为阳光岛（Sunny Isles）。1936年，来自密尔沃基的富豪库尔蒂斯·弗罗德特买下阳光岛，建造了著名的阳光岛码头。1950年代，首批独户住宅在金岸地区建成，随后30年间，柯林斯大道沿线开设了30多家汽车旅馆，形成著名的“汽车旅馆走廊”（Motel Row），包括美国首家两层汽车旅馆“海洋棕榈”（Ocean Palm），以及以各种异域风情为主题的旅馆。这些建筑近半数由以迈阿密现代主义风格闻名的建筑师诺曼·吉勒（Norman Giller）设计，曾吸引弗兰克·辛纳屈等明星光顾。
1997年，当地居民投票决定建制为市，并更名为阳光岛海滩市。21世纪初的房地产繁荣时期，城市开始大规模重建，柯林斯大道海滩沿线几乎所有的低层建筑被高层公寓和酒店取代。如今，海滩附近耸立着大量高层建筑，向沿海水道方向延伸着多个大型住宅开发项目。开发商迈克尔·德泽等投资建造了多栋以特朗普命名的高层酒店和公寓住宅。